# 茲米伊夫卡 (斯瓦托韋區)
49°27′1″N 38°3′41″E / 49.45028°N 38.06139°E
茲米伊夫卡（烏克蘭語：Зміївка）是位於烏克蘭東部的村莊，由盧甘斯克州斯瓦托韋區的斯瓦托韋市鎮負責管轄。該村始建於1954年，面積0.61平方公里，海拔高度137米，2001年人口80，人口密度每平方公里131.2人。